# Protestantse Kerk (Grave)

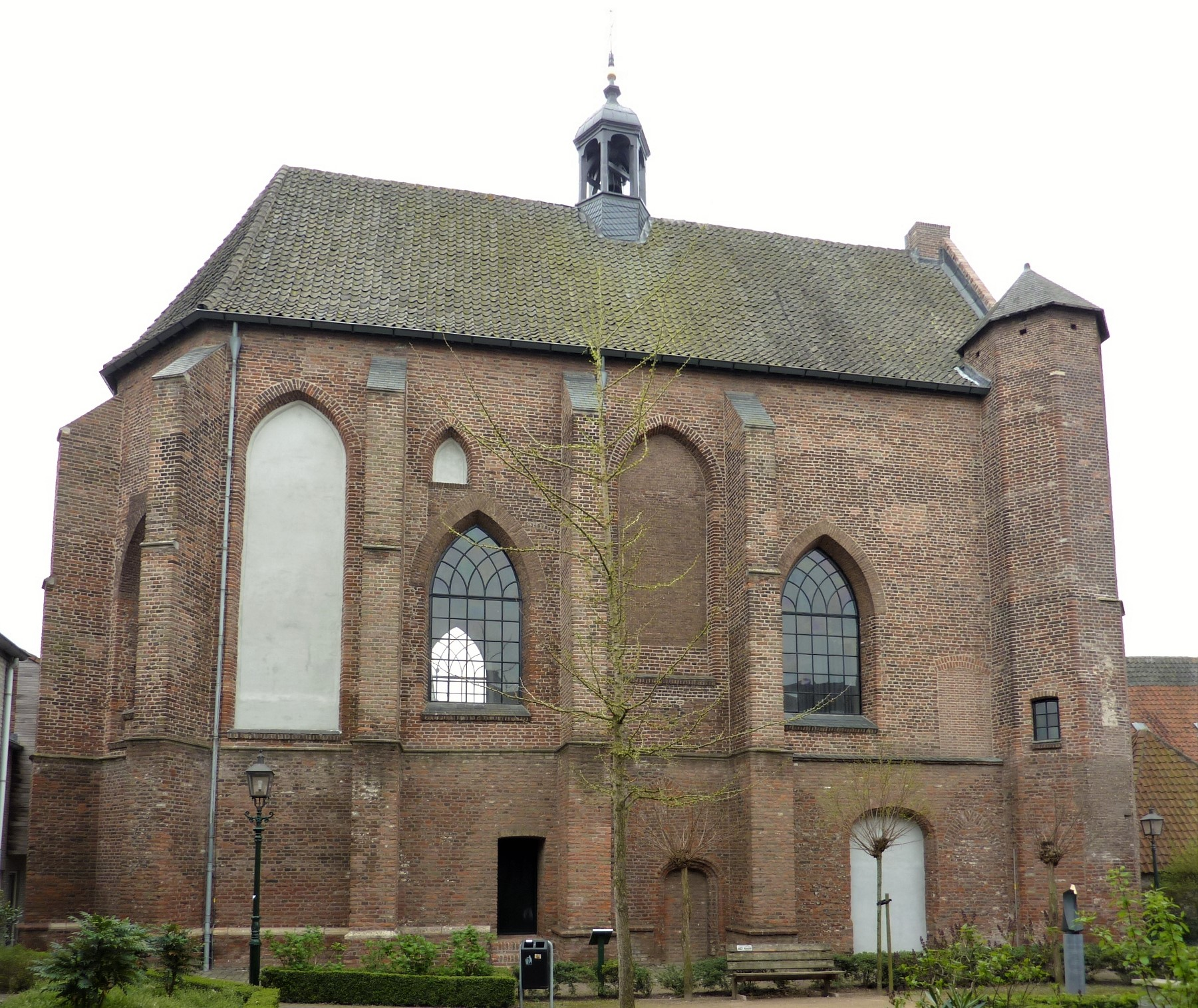
Die Protestantse Kerk

Die Protestantse Kerk (deutsch Protestantische Kirche) ist ein Kirchengebäude der Protestantischen Kirche in den Niederlanden in Grave in der niederländischen Provinz Nordbrabant. Das spätgotische Gotteshaus gehörte ursprünglich zu einem Beginenhof und ist seit 1965 als Rijksmonument eingestuft.

## Geschichte
Der Bischof von Lüttich erteilte dem Graver Beginenkonvent Maria Graf 1475 die Erlaubnis, eine eigene Kirche zu errichten, mit deren Bau um 1500 begonnen wurde. Die Weihe der einschiffigen, spätgotischen Saalkirche mit dreiseitig geschlossenem Chor konnte erst 1526 erfolgen. Später wandelte sich der Konvent in ein Franziskanerinnenkloster um.
Während der französischen Besatzung Graves 1672–74 diente die Kirche als Pferdestall, später wurde sie von den Hugenotten und Lutheranern genutzt. 1802 musste die reformierte Gemeinde auf Druck der französischen Verwaltung die nach der Reformation von ihnen übernommene Stadtpfarrkirche St. Elisabeth aufgeben und siedelte in die alte Beginenkirche über, die der Kirchengemeinde noch heute dient. Die Gemeinde gehört zur unierten Protestantischen Kirche in den Niederlanden.

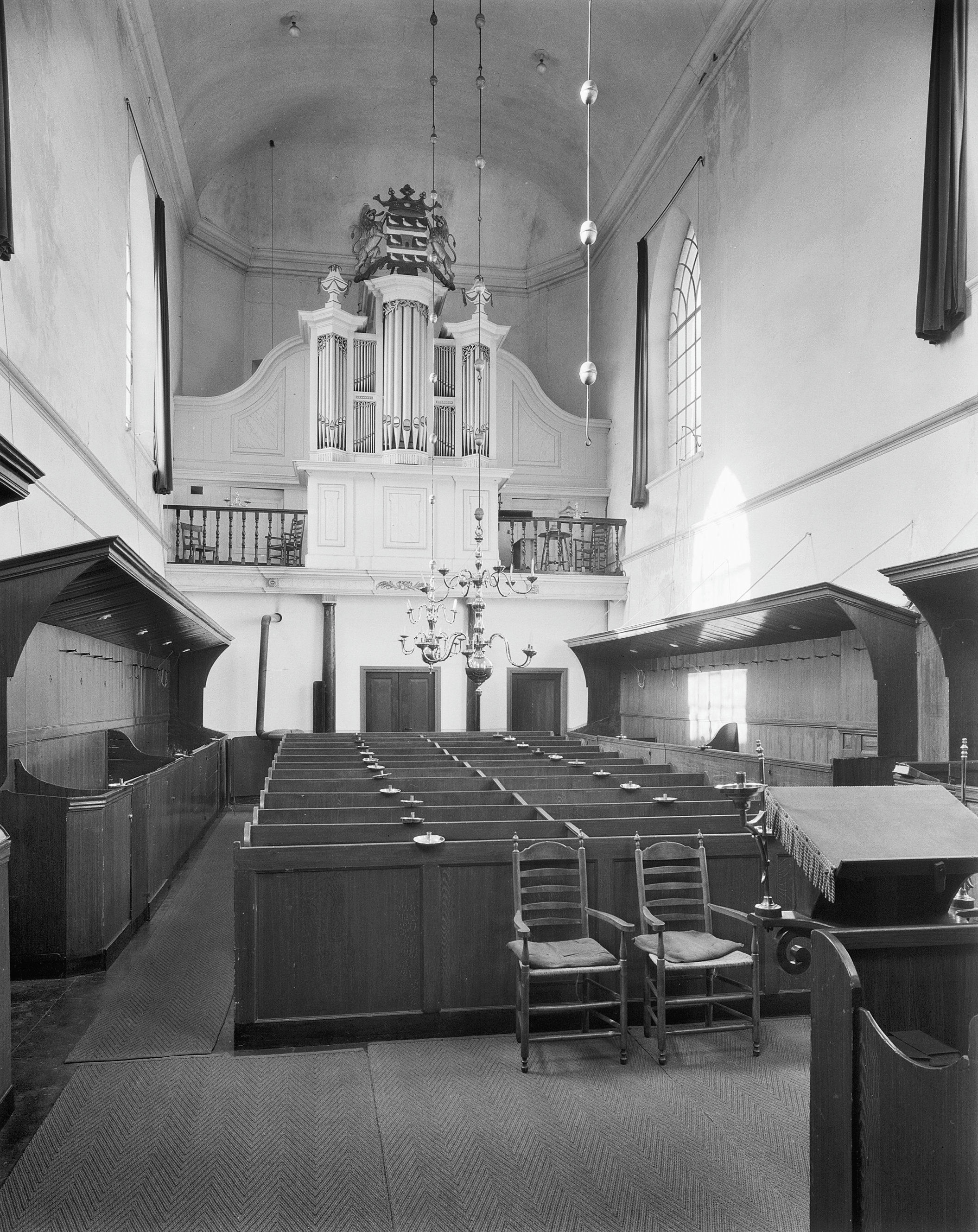
Blick auf die historische Orgel

## Orgel
Die Orgel wurde 1806 von dem Orgelbauer Johan Tits (Venray) unter Verwendung von älterem Material einer Orgel aus dem 18. Jahrhundert gebaut. Das Instrument hat zwölf Register auf einem Manualwerk. Das Pedal (C-e0) ist angehängt.
| Manualwerk C–g3 |    |
| Prestant        | 8′ |
| Holpijp         | 8′ |
| Fiol de Gamba   | 8′ |
| Octaaf          | 4′ |
| Fluit           | 4′ |
| Quint           | 3′ |

| (Fortsetzung) |       |
| Octaaf        | 2′    |
| Woudfluit     | 2′    |
| Quint         | 1 ⁄3′ |
| Mixtuur III   |       |
| Cornet IV     |       |
| Trompet (B,D) | 8′    |